# Tai nạn xe buýt Venezia 2023
Vào ngày 3 tháng 10 năm 2023, một chiếc xe buýt đã rơi từ cầu vượt ở Mestre-Carpenedo, Veneto, Ý, và bốc cháy, khiến 21 người chết và 18 người bị thương.

## Tai nạn

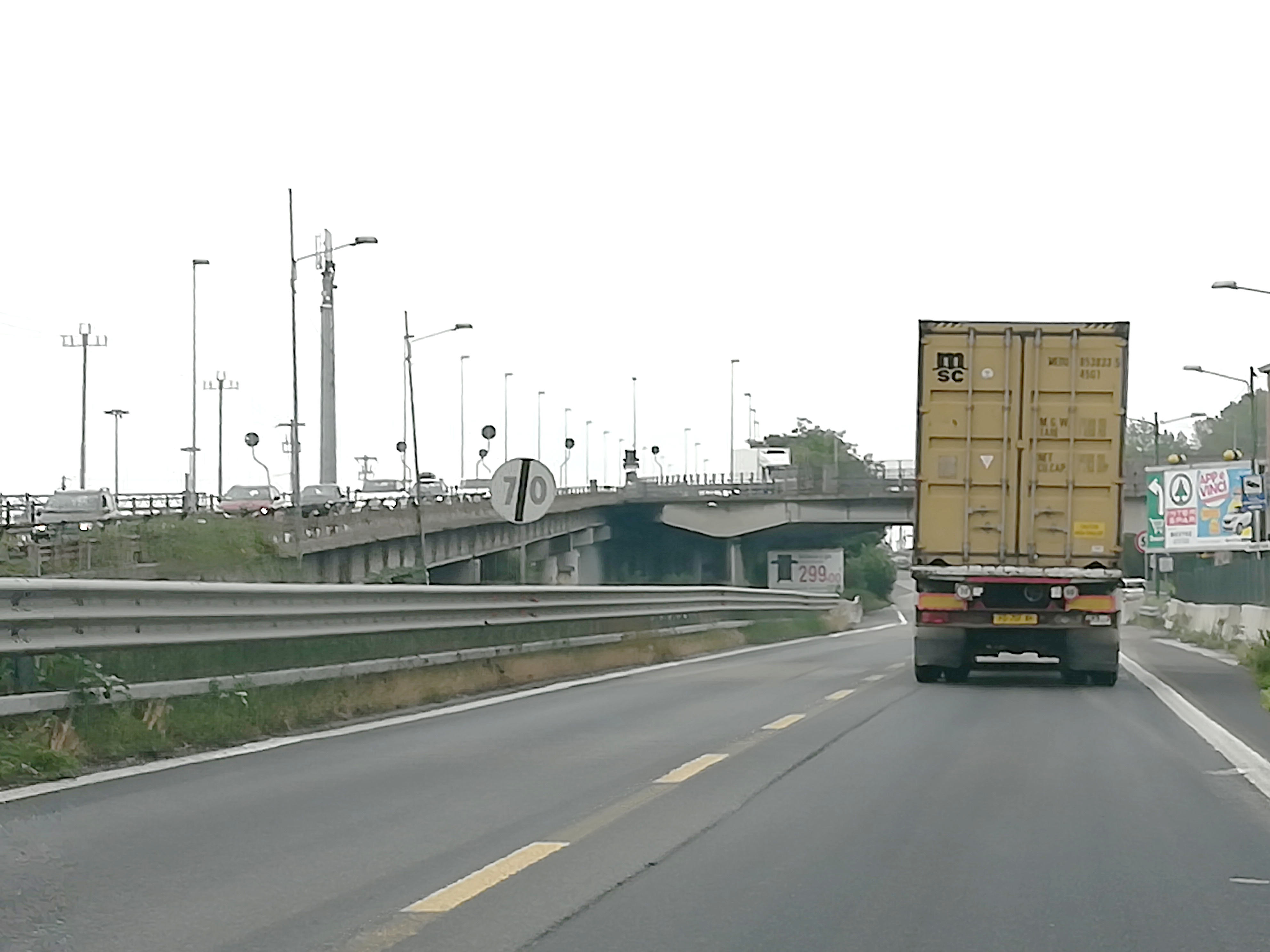
Hiện trường vụ tai nạn (cây cầu bên trái)

Vụ tai nạn xảy ra lúc 19:45 giờ CEST ngày 3 tháng 10 năm 2023, khi chiếc xe buýt đang chở khách du lịch từ Piazzale Roma ở trung tâm lịch sử Venice đến một khu cắm trại ở quận Marghera. Nhân chứng cho biết chiếc xe buýt đã va chạm với lan can dọc theo đoạn dốc xuống của một cầu vượt trên đường dẫn từ Mestre đến Marghera và Đường cao tốc Tangenziale di Mestre (A57) khoảng 50 mét trước khi lao qua hàng rào. Chiếc xe buýt rơi xuống khoảng 15 mét, va chạm với dây điện, bị lật úp và phần đầu hoàn toàn bị nghiền nát, gần đường ray của ga xe lửa Venezia Mestre, nơi nó bốc cháy.
Chiếc xe, được một công ty địa phương thuê để chở khách, nặng 13 tấn và mới sử dụng chưa đầy một năm. Xe chạy điện và chỉ huy đội cứu hỏa phụ trách hiện trường cho biết pin xe đã bốc cháy.
Cố vấn vận tải của Venice sau đó xác nhận rằng cầu vượt tại địa điểm xảy ra tai nạn đã cần được cải tạo từ năm 2016, nhưng do chi phí sửa chữa được dự kiến với giá bảy triệu euro nên nó đã không được tiến thành mãi cho đến tháng 9 năm 2023. Mặc dù công việc cuối cùng đã hoàn thành, nhưng việc sửa chữa đã thiếu 400 mét so với khoảng trống 1,5 mét có sẵn ở lan can chính mà xe buýt đã lao qua, cùng với hàng rào kim loại thứ cấp ở rìa cầu vượt.

## Thương vong
Trong số 40 người trên xe buýt, ít nhất 21 hành khách đã thiệt mạng và 18 người khác bị thương, 9 người bị thương nặng. Nhà chức trách cho biết có 3 trẻ em trong số những người thiệt mạng.
Trong số những người thiệt mạng có 9 công dân Ukraine, một gia đình 4 người Romania, 3 người Đức, 2 người Bồ Đào Nha, một phụ nữ Croatia đang mang thai, một người Nam Phi và tài xế người Ý 40 tuổi. Được biết, tài xế có kinh nghiệm lái xe buýt lên đến 7 năm. Những người bị thương bao gồm 4 người Ukraine, 2 người Tây Ban Nha, 1 người Croatia, 1 người Pháp và 1 người Áo, cùng 4 trẻ vị thành niên.

## Hậu quả
Người qua đường và cư dân của một căn hộ gần đó là những người đầu tiên đến hiện trường, kéo các nạn nhân và người sống sót ra ngoài và cố gắng dập tắt đám cháy. Hơn 20 xe cứu thương và dịch vụ cứu thương hàng không của Treviso đã được triển khai đến hiện trường, những người bị thương được đưa đến các bệnh viện ở Mestre, Mirano, Padua và Treviso. Các hoạt động cứu hộ kéo dài khoảng 2 giờ sau vụ tai nạn. Xác chiếc xe buýt đã được dọn đi vào sáng sớm hôm sau.
Một điểm tiếp nhận đã được thiết lập tại một bệnh viện gần đó để cung cấp hỗ trợ tâm lý và tâm thần cho gia đình các nạn nhân.
Văn phòng công tố của Venice đã mở một cuộc điều tra về vụ tai nạn vào ngày 4 tháng 10, nội dung điều tra bao gồm tình trạng lan can của cầu vượt, việc khám nghiệm tử thi tài xế và tìm kiếm hồ sơ điện thoại của ông.

## Phản ứng
Thị trưởng Venice, Luigi Brugnaro, đã mô tả sự kiện này là "ngày tận thế". Một trạng thái tang lễ chính thức đã được tuyên bố trong thành phố. Chủ tịch Veneto, Luca Zaia, thông báo rằng cờ trên các tòa nhà chính thức trên khắp khu vực sẽ được treo rủ xuống để tưởng nhớ thảm họa. Francesco Moraglia, Thượng phụ Venice, đã đến hiện trường vụ tai nạn và cầu nguyện cho những người đã khuất.
Thủ tướng Ý Giorgia Meloni, Tổng thống Ý Sergio Mattarella, Tổng thống Pháp Emmanuel Macron, Bộ trưởng Ngoại giao Đức Annalena Baerbock, Thủ tướng Hungary Viktor Orbán, Chủ tịch Hội đồng châu Âu Charles Michel và Chủ tịch Ủy ban châu Âu Ursula von der Leyen đã bày tỏ lời chia buồn và động viên với các nạn nhân của vụ tai nạn, Thượng viện Ý đã dành một phút mặc niệm cho các nạn nhân của vụ tai nạn vào ngày 4 tháng 10.